# Der blaue Boll (Film)
Der blaue Boll ist die 1988 geschaffene Theateraufzeichnung des Fernsehens der DDR einer Inszenierung von Rolf Winkelgrund in den Kammerspielen des Deutschen Theaters Berlin nach einem Drama von Ernst Barlach aus dem Jahr 1926.

## Handlung
Da es sich hierbei um eine Theaterinszenierung handelt, siehe: Der blaue Boll.

## Produktion
Das Bühnenbild sowie die Kostüme wurden von Eberhard Keienburg geschaffen und die Dramaturgie lag in den Händen von Maik Hamburger. Die Bühnenpremiere dieser Inszenierung fand am 24. März 1985 in den Kammerspielen des Deutschen Theaters Berlin statt.
Die Erstausstrahlung erfolgte im 2. Programm des Fernsehens der DDR am 22. Oktober 1988 in Farbe.

## Kritik
Helmut Ullrich meinte in der Neuen Zeit, dass es nicht jedermanns Sache sei, wie da viel über Sein und Werden fantasiert und spekuliert werde. Das Stück habe einen soliden Untergrund von Humor und Komik, der eine feste theatralische Substanz hergäbe, und an die sich Regisseur Rolf Winkelgrund auch gehalten habe. Was er entdecke und zeige, sei Barlachs Realismus.
Ernst Schumacher von der Berliner Zeitung fand, dass die Aufführung ein gelungenes Remake für Ernst Barlach sei, freilich den Wunsch auslösend, dem Barlach aus Güstrow jetzt den Claus Hammel aus Parchim folgen zu lassen, der die Veränderungen in Mecklenburg nicht utopisch, innermenschlich, jenseitig, sondern real, gesellschaftlich, diesseitig, heutig, gestaltet habe.
Gerhard Ebert schrieb im Neuen Deutschland, dass der Der blaue Boll eine geglückte Bereicherung des Spielplans mit dem Stück eines Humanisten gewesen sei.